# Vela nos Jogos Pan-Americanos de 2019 - RS:X masculino
A competição de RS:X masculino nos Jogos Pan-Americanos de 2019 realizou-se de 4 a 9 de agosto no Yacht Club Peruano, na cidade de Paracas. Disputaram-se 13 regatas (12 classificatórias e a regata das medalhas).

## Formato da competição
A prova consistiu em 12 regatas classificatórias e uma de definição das medalhas. A posição em cada regata traduziu-se em pontos (o primeira classificado somava um ponto na classificação, enquanto o 8º, por exemplo, somava 8 pontos), que foram acumulados de regata a regata para obter a classificação. Após a fase classificatória, os cinco melhores atletas se classificaram à regata da medalha. Nesta fase, os pontos acumulados nas regatas classificatórias foram somados aos pontos da regata final.

## Medalhistas
| Ouro   | ARG Bautista Saubidet Birkner |
| Prata  | USA Pedro Pascual             |
| Bronze | ARU Mack van den Eerenbeemt   |

## Calendário
Horário local (UTC-5).
| Data        | Horário | Fase              |
| ----------- | ------- | ----------------- |
| 4 de agosto | 12:00   | Regata 1 e 2      |
| 5 de agosto | 14:30   | Regata 3, 4 e 5   |
| 6 de agosto | 11:00   | Regata 6, 7 e 8   |
| 7 de agosto | 14:30   | Regata 9, 10 e 11 |
| 8 de agosto | 12:00   | Regata 12         |
| 9 de agosto | 12:30   | Regata final      |

## Resultados
| Pos.              | Velejador                 | Nacionalidade      | Regata | Regata | Regata | Regata | Regata | Regata | Regata | Regata | Regata | Regata | Regata | Regata  | Regata | Total pontos | Pontuação final |
| Pos.              | Velejador                 | Nacionalidade      | 1      | 2      | 3      | 4      | 5      | 6      | 7      | 8      | 9      | 10     | 11     | 12      | F      | Total pontos | Pontuação final |
| ----------------- | ------------------------- | ------------------ | ------ | ------ | ------ | ------ | ------ | ------ | ------ | ------ | ------ | ------ | ------ | ------- | ------ | ------------ | --------------- |
| Medalha de ouro   | Bautista Saubidet Birkner | ARG Argentina      | 2      | 1      | 1      | 3      | 1      | 2      | 3      | 3      | 3      | 1      | 1      | 3       | 4      | 28           | 25              |
| Medalha de prata  | Pedro Pascual             | USA Estados Unidos | 1      | 2      | 4      | 2      | 4      | 3      | 2      | 2      | (5)    | 3      | 2      | 5       | 8      | 43           | 38              |
| Medalha de bronze | Mack van den Eerenbeemt   | ARU Aruba          | 4      | 6      | 5      | (7)    | 3      | 6      | 5      | 5      | 2      | 2      | 3      | 2       | 2      | 52           | 45              |
| 4                 | Breno Francioli           | BRA Brasil         | 5      | 4      | 2      | 1      | 6      | 4      | 4      | 4      | 1      | 5      | 4      | (7)     | 6      | 53           | 46              |
| 5                 | David Mier                | MEX México         | 3      | 3      | 3      | 4      | 2      | 1      | 1      | 1      | 6      | 7      | 7      | 6       | 10     | 54           | 47              |
| 6                 | Alessio Botteri           | PER Peru           | (8)    | 7      | 6      | 5      | 5      | 7      | 8      | 8      | 7      | 4      | 6      | 1       | —      | 72           | 64              |
| 7                 | Daniel Flores             | VEN Venezuela      | 6      | 5      | (8)    | 8      | 8      | 5      | 6      | 6      | 8      | 8      | 5      | 4       | —      | 77           | 69              |
| 8                 | Alejandro Fernández       | CUB Cuba           | 7      | 8      | 7      | 6      | 7      | 8      | 7      | 7      | 4      | 6      | 8      | (9) DNS | —      | 84           | 75              |

Legenda
| Recorde mundial                  | Recorde mundial (World record)               |                       | Recorde africano                      | Recorde africano (African) |                                           | Q | Classificado por posição (Qualified) |
| Recorde dos Jogos Pan-Americanos | Recorde pan-americano (Pan-American record)  | Recorde da América    | Recorde da América (Americas)         | q                          | Classificado por melhor tempo (Qualified) |   |                                      |
| Melhor marca do ano              | Melhor marca do ano (World leading)          | Recorde asiático      | Recorde asiático (Asian)              | DNS                        | Não largou (Did not start)                |   |                                      |
| Recorde nacional                 | Recorde nacional (National record)           | Recorde europeu       | Recorde europeu (European)            | DNF                        | Não terminou (Did not finish)             |   |                                      |
| Recorde pessoal                  | Recorde pessoal do atleta (Personal best)    | Recorde da Oceania    | Recorde da Oceania (Oceania)          | DSQ / DQ                   | Desclassificado (Disqualified)            |   |                                      |
| Recorde da temporada             | Recorde da temporada do atleta (Season best) | Recorde sul-americano | Recorde sul-americano (South America) | NM                         | Sem marca (No mark)                       |   |                                      |

### Vela
| M   | Regata da Medalha da qual só participam os dez primeiros colocados das regatas anteriores  |  |  | CAN | Regata cancelada |
| BFD | Desclassificado por bandeira preta (Black Flag Disqualified)                               |  |  |     |                  |
| UFD | Desclassificado por bandeira "U" (U Flag Disqualified)                                     |  |  |     |                  |
| OCS | Largada queimada (On the Course Side of the starting line)                                 |  |  |     |                  |
| DNE | Desclassificação sem eliminação (infração a um item do regulamento da prova – Did Not End) |  |  |     |                  |